# Этнографическая группа
Этнографи́ческая гру́ппа — часть этноса, обладающая определёнными особенностями в сфере традиций, хозяйства и быта.

## История
Этнографическая группа образуется в результате ассимиляции этносом иноэтнических групп, либо вследствие обособленности группы от основного этнического массива в течение длительного времени. В отличие от субэтнической группы, как правило, не осознаёт себя в качестве обособленной общности в составе своего народа, и выделяется исследователями искусственно, после этнографического изучения. Этнографическая группа, в будущем, может обрести самоназвание и стать субэтносом. Впрочем, часто между этими понятиями различий не делается.
В качестве примеров этнографических групп русских можно привести северных и южных русских.